# کنتا ایزوکا
کنتا ایزوکا (انگلیسی: Kenta Izuka؛ زادهٔ ۸ اکتبر ۱۹۸۶) بازیگر اهل ژاپن است.